# Karen Young (Sängerin, März 1951)
Karen Young (* 23. März 1951 in Philadelphia; † 26. Januar 1991) war eine US-amerikanische Disco-Sängerin und Pianistin. Ihr größter Hit wurde 1978 Hot Shot.

## Biografie
Karen Young wuchs in einem Reihenhaus in Northeast Philadelphia, Pennsylvania, auf. Zunächst arbeitete sie als Jingle- und Backgroundsängerin für lokale Produktionsfirmen. In den frühen 1970er Jahren trat sie mit der Gruppe Sandd auf.
Andy Kahn und Kurt Borusiewicz schrieben, arrangierten und produzierten für Young 1978 den Titel Hot Shot. Executive Producer war Walter „Kandor“ Kahn. Mit dieser Single wurde die Sängerin über Nacht zum Star und erreichte Platz 1 der Billboard Dance Music/Club Play Singles sowie Platz 67 in den Billboard Hot 100. Auch im Vereinigten Königreich (Platz 34) und in Deutschland (Platz 42) schaffte es die Disco-Hymne in die Hitparaden. 1990 war das Lied Teil des Soundtracks zum Film Die Affäre der Sunny von B. (OT: Reversal of Fortune).
Ein Remix von Hot Shot stieg 1997 (Platz 68) in die britische Single-Hitparade. You Don’t Know What You’ve Got wurde 1983 der einzige andere Titel der Amerikanerin, der eine Chartplatzierung im Vereinigten Königreich erreichen konnte (Platz 91). In den US-Dance-Charts hatte Young weitere Erfolge: Bring on the Boys / Baby You Ain’t Nothing Without Me, Deetour und Dynamite belegten 1982 mittlere Plätze.
1979 schrieb Andy Kahn den Titel Rendezvous with Me für Karen Young. Der potentielle Nachfolgehit zu Hot Shot wurde allerdings nicht fertig produziert. Erst 2008 tauchten die Aufnahmen wieder auf. Das MaxRoxx Team, DJ Paul Goodyear und DJ Zathan Radix mixten nun neue Versionen mit den Original-Tonspuren. Die Single erschien 2009.
Karen Young starb am 26. Januar 1991 an einem blutenden Ulcus.

## Diskografie

### Alben
- 1978: Hot Shot
- 1994: The Best of Karen Young: Hot Shot (Kompilation)

### Singles
| Jahr | Titel Album                                                    | Höchstplatzierung, Gesamtwochen, AuszeichnungChartplatzierungen (Jahr, Titel, Album, Platzierungen, Wochen, Auszeichnungen, Anmerkungen) | Höchstplatzierung, Gesamtwochen, AuszeichnungChartplatzierungen (Jahr, Titel, Album, Platzierungen, Wochen, Auszeichnungen, Anmerkungen) | Höchstplatzierung, Gesamtwochen, AuszeichnungChartplatzierungen (Jahr, Titel, Album, Platzierungen, Wochen, Auszeichnungen, Anmerkungen) | Höchstplatzierung, Gesamtwochen, AuszeichnungChartplatzierungen (Jahr, Titel, Album, Platzierungen, Wochen, Auszeichnungen, Anmerkungen) | Höchstplatzierung, Gesamtwochen, AuszeichnungChartplatzierungen (Jahr, Titel, Album, Platzierungen, Wochen, Auszeichnungen, Anmerkungen) | Anmerkungen                                                                                      |
| Jahr | Titel Album                                                    | DE | UK | US | R&B | Dance | Anmerkungen                                                                                      |
| ---- | -------------------------------------------------------------- | --- | --- | --- | --- | --- | ------------------------------------------------------------------------------------------------ |
| 1978 | Hot Shot                                                       | DE42 (3 Wo.)DE | UK34 (8 Wo.)UK | US67 (13 Wo.)US | R&B24 (15 Wo.)R&B | Dance1 (19 Wo.)Dance | Erstveröffentlichung: Juli 1978 Autoren: Andy Kahn, Kurt Borusiewicz                             |
| 1978 | Bring on the Boys / Baby You Ain’t Nothing Without Me Hot Shot | — | — | — | — | Dance31 (6 Wo.)Dance | Erstveröffentlichung: 1978 Autoren: Andy Kahn, Kurt Borusiewicz                                  |
| 1982 | Dynamite The Best of Karen Young: Hot Shot                     | — | — | — | — | Dance69 (3 Wo.)Dance | Erstveröffentlichung: Februar 1982 Autor: Walter Kahn                                            |
| 1982 | Deetour The Best of Karen Young: Hot Shot                      | — | — | — | — | Dance34 (13 Wo.)Dance | Erstveröffentlichung: Mai 1982 Autor: Alice Cohen                                                |
| 1983 | You Don’t Know What You’ve Got (Till You Lose It) –            | — | UK91 (4 Wo.)UK | — | — | — | Erstveröffentlichung: Mai 1983 Autoren: Debbie Stevens, Tom Uzzo, Walter Kahn                    |
| 1997 | Hot Shot ’97 –                                                 | — | UK68 (2 Wo.)UK | — | — | — | Erstveröffentlichung: November 1997 Remixe: Rollercoaster, Da Techno Bohemian                    |
| 2008 | Hot Shot 2007 – The Karen Young Reheat –                       | — | — | — | — | Dance7 (18 Wo.)Dance | Erstveröffentlichung: Dezember 2007 Remix: Andy Kahn, Jon Current, Mitch Goldfarb, Susan Lazarus |
| 2009 | Rendezvous with Me –                                           | — | — | — | — | Dance28 (3 Wo.)Dance | Erstveröffentlichung: 15. März 2009 Autor: Andy Kahn Remixe: Zathan Radix, Paul Goodyear, A2Z    |

Weitere Singles
- 1980: God Bless America
- 1980: One Sure Way
- 1982: Expressway to Your Heart
- 1983: You Don’t Know What You Got
- 1983: Hot for You
- 1984: Come-a-Runnin’
- 1987: Change in Me / Eye on You

## Auszeichnungen für Musikverkäufe
| Goldene Schallplatte - Kanada - 1979: für die Single Hot Shot |

| Land/RegionAuszeichnungen für Musikverkäufe (Land/Region, Auszeichnungen, Verkäufe, Quellen) | Gold  | Platin | Verkäufe | Quellen         |
| -------------------------------------------------------------------------------------------- | ----- | ------ | -------- | --------------- |
| Kanada (MC)                                                                                  | Gold1 | —      | 75.000   | musiccanada.com |
| Insgesamt                                                                                    | Gold1 | —      |          |                 |